# Talpianjärvi
Talpianjärvi är en våtmark och en sänkt sjö  i Finland.   Det ligger i kommunen Tammela i landskapet Egentliga Tavastland, i den södra delen av landet, 100 km nordväst om huvudstaden Helsingfors och är en del av Torronsuo Nationalpark.